# SS-Abschnitt

Kommandoflagga för SS-Abschnitt I.

SS-Abschnitt var en enhet inom Allgemeine-SS och utgjorde en brigad. Varje SS-Abschnitt hade ett nummer; det fanns till slut 45 stycken. Det existerade även 27 SS-Oberabschnitte.